# Metsamor (stanowisko archeologiczne)
Mecamor – stanowisko archeologiczne położone w Dolinie Ararackiej, na terenie dzisiejszej Armenii.

## Badania archeologiczne
Badania w Mecamor prowadzone są od 1965 roku. Do lat 90. XX wieku pracowali tu Ormianie pod kierunkiem Emmy Chanzadian oraz Koriun Mkrtczian, a w latach 2011–2013 Aszota Piliposiana. Przy stanowisku znajduje się muzeum, do którego trafiają odkrywane zabytki. W 2013 roku badania rozpoczęła armeńsko–polska ekspedycja archeologiczna prowadzona przy trójstronnej współpracy Instytutu Archeologii Uniwersytetu Warszawskiego, Centrum Archeologii Śródziemnomorskiej Uniwersytetu Warszawskiego oraz departamentu ds. Ochrony Dziedzictwa Kulturowego i Muzeów Ministerstwa Kultury Republiki Armenii. Ekspedycją kierują Krzysztof Jakubiak (IA UW) oraz Aszot Piliposian.  
Centralna część stanowiska położona jest na wzgórzu, górującym nad doliną Araracką. Badania prowadzone są na ufortyfikowanej cytadeli, a także poniżej, na terenie tzw. dolnego miasta, wykopaliska objęły także cmentarzysko położone około 500 metrów na wschód od cytadeli. Już pierwsze sezony pozwoliły zadokumentować niezaburzoną sekwencję stratygraficzną od epoki brązu (kultura kuro-arakska) po średniowiecze. Najstarsze ślady osadnictwa pochodzą z przełomu V i IV tysiąclecia p.n.e. (chalkolit), najmłodsze natomiast z XVII wieku. W późnej epoce brązu i wczesnej epoce żelaza (XV–VIII wiek p.n.e.) osada stała się ważnym centrum religijnym i gospodarczym, z rozwiniętą produkcją metalurgiczną. Na południowym stoku wzgórza odkryto duży kompleks religijny – pięć małych świątyń, z "kaskadowymi" ołtarzami z gliny. Do najsłynniejszych odkryć należą ozdoby – złote naszyjniki, czy pozłacane okucia pasów z wyobrażeniem polujących lwic. 